# Frank Hoffmann (acteur)
Pour les articles homonymes, voir Frank Hoffmann et Hoffmann.
Frank Hoffmann, né le 16 juillet 1938 à Radebeul et mort le 4 juin 2022 à Großmürbisch, est un acteur germano-autrichien.

## Filmographie partielle
- 1982 : L'As des as de Gérard Oury : Günther von Beckmann
- 1987 : Inspecteur Derrick : Conny de Mohl (ép. 155 : Patrouille de nuit)